# Бруклинское викариатство
Бру́клинское викариа́тство — викариатство Нью-Йоркской епархии Православной Церкви в Америке.

## Епархия
Бруклинское викариатство было учреждено Святейшим Синодом 1 февраля 1904 года для духовного окормления православных арабов, живших в Северной Америке. Названо по городу Бруклину (ныне район Нью-Йорка).
С началом церковной смуты в Америке после революции 1917 года Бруклинская кафедра разделила историю русской Американской митрополии.
К 1918 году в викариатство насчитывало 22 приходских храма, кафедральным являлся собор в Бруклине во имя святителя Николая, клир викариатства насчитывал 24 священника.
В середине 1930-х в связи с активной деятельностью Антиохийского патриархата, переманивавшего арабов-эмигрантов под свой омофор, Бруклинская кафедра теряет статус национальной епархии для арабов.
В дальнейшем Бруклинское викариатство в составе Американской митрополии, а затем, с 1970 года, Православной Церкви в Америке оставалось викариатством митрополичьей кафедры. После 1981 года — не замещалась.

## Епископы
- 29 февраля 1904 — 14 февраля 1915 — Рафаил (Ававини)
- 13 мая 1917—1927 — Евфимий (Офейш)
- 1931 — 29 мая 1933 — Эммануил (Абу-Хаттаб)
- 13 октября 1935 — 26 января 1946 — Макарий (Ильинский)
- 11 мая 1947 — декабрь 1950 — Иоанн (Шаховской)
- 7 мая 1952 — 1952 — Палладий (Выдыбида-Руденко)
- упом. 23 сентября 1965—1978 — Никон (де Греве)
- 16 ноября 1979—1981 — Петр (Л'Юилье)